# 4046-os busz
A 4046-os jelzésű autóbuszvonal Kazincbarcika és Berente között húzódó helyközi vonal, amelyet a Volánbusz Zrt. üzemeltet.

## Útvonala
Kazincbarcika autóbusz-állomásról indul. Innen a 2,6 kilométerre fekvő Vájár utca forduló megállóba tart a Kertváros városrészébe minden alkalommal, majd a Mátyás király úton éri el a Szent Flórián teret. Aztán a 26-os főútra kanyarodik, a Bányagépjavító üzem megállóig minden megállót érint, többször is végállomás a főút mellett elhelyezkedő, a BorsodChem 23. portájától nem messze található terület.
Ellentétes irányban egy indítás Berentebányától (Berente község központja) indul. Ezen kívül útvonala változatlan.

## Közlekedése
Indításszáma átlagos. 2024 januárjában létrehozott vonal, az akkor megszűnő kazincbarcikai 23-as és 42-es helyijáratokat egy reggeli indítás ezen vonalszámmal váltja ki. A hét minden napján egyaránt közlekedik szóló. Ugyanezen az útvonalon fut többek közt a 4048-as vonalnak (szintén Kazincbarcika – Berente viszonylaton) az útja is.
| Viszonylat                                              | Indításszám     | Közlekedési rend |
| ------------------------------------------------------- | --------------- | ---------------- |
| Kazincbarcika, aut. áll. ➝ K.barcika, Szent Flórián tér | 1 oda           | munkanapokon     |
| Kazincbarcika, aut. áll. – Berente, Bányagépjavító üzem | 1 pár           | munkanapokon     |
| Kazincbarcika, aut. áll. – Berente, Bányagépjavító üzem | 1 oda, 2 vissza | hétvégén         |
| Berentebánya ➝ Kazincbarcika, aut. áll.                 | 1 oda           | munkanapokon     |

## Megállóhelyei
| 0                                                            | Kazincbarcika, autóbusz-állomás végállomás                               | 0.0 km  | 3, 9 1054 3408, 3756, 3763, 3764, 3765, 3766, 3767, 3770, 3772, 3773, 4040, 4041, 4047, 4048, 4050, 4052, 4057, 4059, 4060, 4065, 4066, 4069, 4070, 4075, 4080, 4082, 4083, 4084, 4154                                                        |
| 1                                                            | Kazincbarcika (Kertváros), II. számú iskola                              | 1.0 km  | 4B 3766, 4047, 4048, 4066 |
| 2                                                            | Kazincbarcika (Kertváros), Herbolyai utca                                | 1.8 km  | 4B 3766, 4047, 4048 |
| 3                                                            | Kazincbarcika, Munkás utca 44.                                           | 2.1 km  | 4B 3766, 4047, 4048 |
| 4                                                            | Kazincbarcika, Vájár utca forduló vonalközi végállomás                   | 2.6 km  | 3766, 4048 |
| 5                                                            | Kazincbarcika, Vájár utca 46.                                            | 3.1 km  | 4B 3766, 4047, 4048 |
| 6                                                            | Kazincbarcika (Kertváros), Herbolyai utca                                | 3.5 km  | 4B 3766, 4047, 4048 |
| 7                                                            | Kazincbarcika (Kertváros), II. számú iskola                              | 4.3 km  | 4B 3766, 4047, 4048, 4066 |
| 8                                                            | Kazincbarcika, Árpád fejedelem tér                                       | 4.7 km  | 3766, 3767, 4048, 4066 |
| 9                                                            | Kazincbarcika, strandfürdő                                               | 5.1 km  | 3766, 3767, 4048, 4066 |
| 10                                                           | Kazincbarcika, Mátyás király út                                          | 5.6 km  | 3766, 3767, 4048, 4066, 4067 |
| 11                                                           | Kazincbarcika, temető                                                    | 6.2 km  | 3756, 3763, 3764, 3765, 3766, 3767, 3770, 3772, 3773, 4040, 4041, 4044, 4047, 4048, 4050, 4052, 4059, 4063, 4065, 4066, 4067, 4069, 4070, 4075, 4080, 4082, 4083, 4084                                                                        |
| 12                                                           | Kazincbarcika, Szent Flórián tér autóbusz-váróterem vonalközi végállomás | 7.2 km  | 1054, 1369, 1384, 1410, 1411 3756, 3763, 3764, 3765, 3766, 3767, 3769, 3770, 3772, 3773, 4040, 4041, 4043, 4044, 4045, 4047, 4048, 4050, 4052, 4059, 4061, 4063, 4065, 4066, 4067, 4069, 4070, 4075, 4079, 4080, 4081, 4082, 4083, 4084, 4194 |
| 13                                                           | Kazincbarcika, Volán-telep                                               | 7.5 km  | 3756, 3763, 3764, 3765, 3770, 3773, 4045, 4047, 4048, 4050, 4052, 4058, 4061, 4062, 4063, 4067, 4070, 4075, 4081, 4082 |
| 14                                                           | Kazincbarcika, BorsodChem IV. kapu                                       | 8.5 km  | 1369, 1384 3756, 3763, 3764, 3765, 3770, 3773, 4045, 4047, 4048, 4050, 4052, 4058, 4061, 4062, 4063, 4067, 4070, 4075, 4081, 4082 |
| 15                                                           | Berente, PVC gyár bejárati út                                            | 10.0 km | 1369, 1384, 1410, 1411 3756, 3763, 3764, 3765, 3766, 3767, 3769, 3770, 3773, 4045, 4047, 4048, 4050, 4052, 4058, 4061, 4062, 4063, 4067, 4070, 4075, 4081, 4082                                                                               |
| 16                                                           | Berente, Bányagépjavító üzem vonalközi végállomás                        | 11.2 km | 3756, 3763, 3764, 3765, 3770, 3773, 4045, 4048, 4049, 4050, 4052, 4058, 4061, 4062, 4063, 4067, 4070, 4075, 4081, 4082 |
| Munkanapokon 1 indítás érinti a Bányagépjavító üzem helyett. |                                                                          |         | |
| ∫                                                            | Berente, Dissous üzem                                                    | ∫       | 4047, 4048, 4052 |
| ∫                                                            | Berente, Esze Tamás utca 36.                                             | ∫       | 4047, 4048, 4052 |
| ∫                                                            | Berente, kultúrház                                                       | ∫       | 4047, 4048, 4052 |
| ∫                                                            | Berentebánya végállomás                                                  | ∫       | 4047, 4048, 4052 |